# Блай, Эдвард, 7-й граф Дарнли
Эдвард Генри Стюарт Блай, 7-й граф Дарнли (англ. Edward Henry Stuart Bligh, 7th Earl of Darnley; 21 августа 1851 — 31 октября 1900) — английский пэр, землевладелец и аристократ. Он носил титул учтивости — лорд Клифтон с 1851 по 1896 год. Известный орнитолог.

## Биография
Родился 21 августа 1851 года в Кобэм-холле, недалеко от Грейвзенда в графстве Кент. Старший сын Джона Стюарта Блая, 6-го графа Дарнли (1827—1896), и леди Гарриет Мэри Пелэм (1829—1905), дочери Генри Пелэма, 3-го графа Чичестера. Он получил образование в колледже Крайст-черч Оксфордского университета, куда поступил в июне 1870 года.
Эдвард Блай играл в крикет за крикетный клуб графства Кент и за другие любительские стороны в 1870-х годах .
14 декабря 1896 года после смерти своего отца Эдвард Блай унаследовал титулы 7-го графа Дарнли из графства Мит (Пэрство Ирландии), 16-го лорда Клифтона из Лейтона Бромсуолда (Пэрство Англии), 7-го барона Клифтона из Ратмора в графстве Мит (Пэрство Ирландии) и 7-го виконта Дарнли из Атбоя в графстве Мит (Пэрство Ирландии), став членом Палаты лордов Великобритании.
26 января 1899 года он женился на Джемайме Аделине Беатрис Блэквуд (23 марта 1880 — 25 апреля 1964), дочери Фрэнсиса Джеймса Линдсея Блэквуда (1849—1919), от которого у него родилась одна дочь:
- Элизабет Аделина Мэри Блай, 17-я баронесса Клифтон (22 января 1900 — 5 июля 1937)[5].

Лорд Дарнли скончался 31 октября 1900 года в возрасте 49 лет. Его ирландские титулы унаследовал его младший брат Ибо Блай, а баронство Клифтон перешло е его единственной дочери Элизабет.
Его вдова в 1902 году вторично вышла замуж за адмирала сэра Артура Кавана Левесона (1868—1929), от брака с которым у неё был один сын.

## Орнитология
Эдвард Генри Стюарт, лорд Клифтон, был избран в Британский союз орнитологов в 1876 году. Как «(лорд) Клифтон» в течение многих лет он писал небольшие статьи в журнал «Зоолог», начиная с 1866 года о наблюдении садовой овсянки в апреле 1866 года в Кобэме.